# Kreis Hindenburg O.S.
Der preußische Kreis Zabrze, ab 1915 Kreis Hindenburg O.S., bestand von 1873 bis 1926 in Oberschlesien. Das ehemalige Kreisgebiet gehört heute zur polnischen Woiwodschaft Schlesien.

## Verwaltungsgeschichte
Durch das starke Anwachsen der Bevölkerung im Oberschlesischen Industriegebiet im Verlauf des 19. Jahrhunderts erwies sich der Kreis Beuthen als zu groß. Deshalb wurden 1873 aus dem Kreis Beuthen die drei neuen Kreise Kattowitz, Tarnowitz und Zabrze herausgelöst. Der Kreis Zabrze entstand dabei aus dem südwestlichen Teil des Kreises Beuthen. Sein Landratsamt wurde in der Landgemeinde Alt-Zabrze errichtet.
Zu Ehren des Generalfeldmarschalls Paul von Hindenburg wurden Kreis und Landgemeinde Zabrze am 21. Februar 1915 in Hindenburg O.S. umbenannt. Der Zusatz „O.S.“ (= Oberschlesien) diente der Unterscheidung von der am 9. August 1918 in Hindenburg umbenannten Landgemeinde Groß Friedrichsgraben I im ostpreußischen Kreis Labiau. Zum 8. November 1919 wurde die Provinz Schlesien aufgelöst und aus dem Regierungsbezirk Oppeln die neue Provinz Oberschlesien gebildet. 
In der Volksabstimmung in Oberschlesien am 20. März 1921 votierten im Kreis Hindenburg 51,1 % der Wähler für den Verbleib bei Deutschland und 48,9 % für eine Abtretung an Polen. Durch die Beschlüsse der Pariser Botschafterkonferenz wurde der Kreis geteilt. Die Landgemeinden und Gutsbezirke Bielschowitz, Bujakow, Chudow, Groß Paniow, Klein Paniow, Kunzendorf, Makoschau, Paulsdorf und Ruda fielen am 28. Juni 1922 an Polen, während die Stadt Hindenburg O.S. sowie Biskupitz, Mathesdorf, Sosnitza und Zaborze im Deutschen Reich verblieben.
Zum 1. Januar 1927 wurde der Kreis Hindenburg O.S. aufgelöst. Die Landgemeinde und der Gutsbezirk Sosnitza traten zum Stadtkreis Gleiwitz. Die Stadt Hindenburg O.S. wurde mit Biskupitz, Mathesdorf sowie Zaborze zusammengeschlossen und bildete fortan einen eigenen Stadtkreis.

## Einwohnerentwicklung
| Jahr | Einwohner | Quelle |
| ---- | --------- | ------ |
| 1885 | 59.199    | [ 1 ]  |
| 1900 | 115.609   | [ 2 ]  |
| 1910 | 159.810   | [ 2 ]  |
|      |           |        |
| 1925 | 124.126   | [ 3 ]  |

Bei der Volkszählung von 1910 bezeichneten sich 51 % der Einwohner des Kreises Zabrze als rein polnischsprachig und 40 % als rein deutschsprachig. 95 % der Einwohner waren 1910 katholisch und 4 % evangelisch.

## Landräte
1873–188700Friedrich von Holwede (1841–1921)
1873–189100Arthur Sebastian von Falkenhayn
1891–189200Theodor Parisius (1896–1985)
1892–190200Alfred Scheche
1902–190700Hermann von Ziller
1907–191200Hermann Dihle (1873–1944)
1912–192000Georg Wilhelm Suermondt (1868–1943)
1920–192600Albrecht Müller von Blumencron

## Kommunalverfassung
Der Kreis Zabrze gliederte sich zunächst nur in Landgemeinden und Gutsbezirke. Zum 1. Oktober 1922 wurde der Landgemeinde Hindenburg O.S. das Stadtrecht gemäß der Städte-Ordnung für die sechs östlichen Provinzen der Preußischen Monarchie vom 30. Mai 1853 verliehen. Hinsichtlich der Kreisverfassung galt die Kreisordnung für die Provinzen Ost- und Westpreußen, Brandenburg, Pommern, Schlesien und Sachsen vom 19. März 1881.

## Gemeinden
Dem Kreis Zabrze bzw. Hindenburg O.S. gehörten die folgenden Gemeinden an:
- Alt-Zabrze, am 1. April 1905 zu Zabrze
- Bielschowitz, am 28. Juni 1922 an Polen abgetreten
- Biskupitz, am 1. Januar 1927 zu Hindenburg O.S.
- Bujakow, am 28. Juni 1922 an Polen abgetreten
- Chudow, am 28. Juni 1922 an Polen abgetreten
- Dorotheendorf, am 1. April 1905 zu Zabrze
- Groß Paniow, am 28. Juni 1922 an Polen abgetreten
- Klein Paniow, am 28. Juni 1922 an Polen abgetreten
- Klein-Zabrze, am 1. April 1905 zu Zabrze
- Kunzendorf, am 28. Juni 1922 an Polen abgetreten
- Makoschau, am 28. Juni 1922 an Polen abgetreten
- Mathesdorf, am 1. Januar 1927 zu Hindenburg O.S.
- Paulsdorf, am 28. Juni 1922 an Polen abgetreten
- Ruda, am 28. Juni 1922 an Polen abgetreten
- Sosnitza, am 1. Januar 1927 zu Gleiwitz
- Zaborze, am 1. Januar 1927 zu Hindenburg O.S.
- Zabrze, am 1. April 1905 gegründet, am 21. Februar 1915 in Hindenburg O.S. umbenannt, seit 1. Oktober 1922 Stadt